# Ли Чжоушэн
Ли Чжоушэн (кит. 李竹声; псевдонимы: Менгда кит. 李孟达, Ю. Кикун кит. 余其全; 1903—1973) — партийный и государственный деятель Китая, член группы 28 большевиков, член Гоминьдана. Выпускник Коммунистического университета трудящихся Китая (1931). Окончил жизнь в тюрьме после 22 лет заключения.

## Биография
Ли Чжоушэн родился в 1903 году в китайской провинции Аньхой. В 1925 году уехал учиться в СССР. В Москве он поступил учиться в Коммунистический университет трудящихся Китая имени Сунь Ятсена. В годы учёбы в Москве вступил в группу 28 большевиков.
После окончания учёбы, в январе 1931 года вернулся в Китай и отправился в Шанхай. В сентябре 1931 года был назначен членом Временного Центрального Политбюро и секретарем Центрального Исполнительного Комитета ЦК КПК в Шанхае.
26 июня 1934 года, будучи секретным агентом ячейки КПК, был арестован Гоминдановской тайной полицией и, находясь под стражей, выдал некоторых членов ячейки Коммунистической партии Китая, в том числе членов группы 28 большевиков, с кем учился в Москве.
С января 1935 года работал переводчиком с русского языка в одной из политических группировок внутри Гоминьдана — CC Clique (CC派). В 1939 году вступил в ряды Гоминьдана. С 1948 года работал в Шанхае начальником группы переводов. В марте 1951 года был арестован полицией Китайской народной республики и доставлен в Пекин, где был заключён в тюрьму строгого режима — Цинчэн. Там он и скончался после 22 лет заключения.